# マリアンヌ・クレバッサ

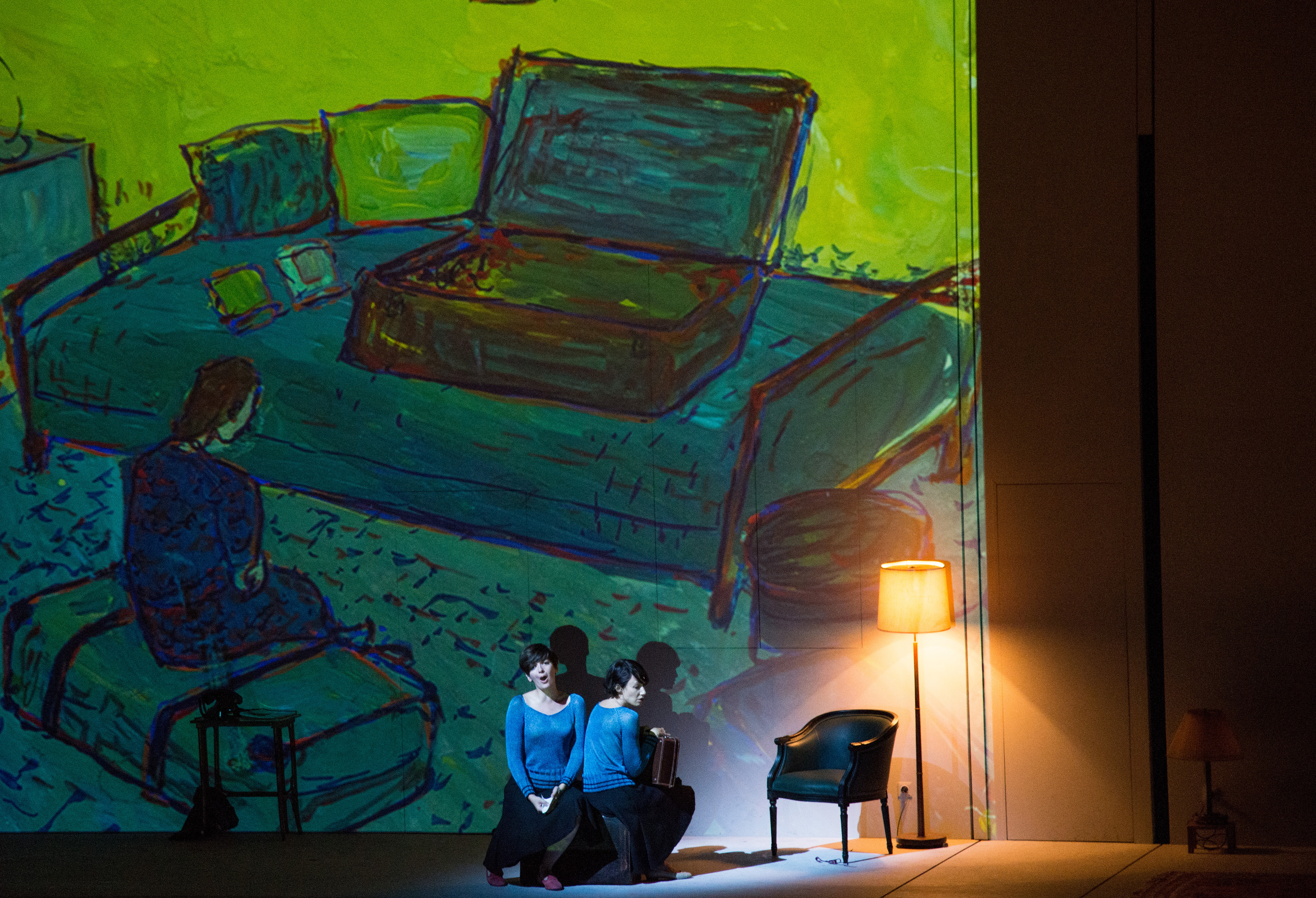
『シャルロッテ・ザロモン』のタイトル・ロールを歌うマリアンヌ・クレバッサ（左）。右はヨハンナ・ヴォカレク。（2014年ザルツブルク音楽祭）

マリアンヌ・クレバッサ（Marianne Crebassa, 1986年 - ）は、フランスのメゾソプラノ歌手。

## 経歴
マリアンヌ・クレバッサは南仏のアグドで生まれた。両親からの働きかけで音楽に興味を持ち、ピアノと歌唱を始めた。セットのコンセルヴァトワール（芸術学校）に進み、さらにその後、モンペリエのコンセルヴァトワールで音楽学、歌唱、ピアノを学んだ。この地方のいくつかの町でコンサートをしたのち、ルネ・コーリンに誘われて、2008年にモンペリエ国立歌劇場により制作された『マンフレッド』に出演した。モンペリエでラジオ・フランスが主催した音楽祭で、バーナード・ハーマン作曲のオペラ『嵐が丘』が上演された。クレバッサは本作でイサベラ・リントン役を演じ、知名度を上げた。同作中、クレバッサは舞台の上でピアノを弾きながら歌い、高い評価を得た。
2010年にクレバッサはモンペリエで音楽学の分野で論文を書き、パリ国立オペラ座の、若い芸術家のためのプログラムに参加した。同プログラムにおけるスタジオ録音では主役を歌い、同プログラムの中心となる『ルル』『リゴレット』『蝶々夫人』のオペラ制作においては脇役を歌った。2012年にクレバッサはザルツブルク音楽祭において演奏された演奏会形式のヘンデルの『タメルラーノ』でイレーヌを歌い、そのラスカラ座におけるステージ制作版でも繰り返しイレーヌを歌った。
2014年にふたたびザルツブルク音楽祭の舞台に上がり、マルカンドレ・ダルバヴィ作曲の新作オペラ『シャルロッテ・ザロモン』のタイトル・ロールの一人（本作はタイトル・ロールの複数のペルソナを別々の役者、歌手が演じる）を演じ、歌った。2011年にはオペラ・スタジオでグルックの『オルフェオとエウリディーチェ』のベルリオーズ編曲版でオルフェオを歌い、2018年にオペラ・コミック座で再演もした。2017年2月にシャトレ座で、オペラ・コミックが制作したオッフェンバックの『ファンタジオ』に出演、タイトル・ロールを歌った。オペラ専門誌による批評によれば「（クレバッサは）ノッポでひょろ長い肢体を半ズボンから伸ばし、愛らしくも専心的なメゾソプラノの歌声を響かせることで、赤貧の学生の肖像を描いてみせた」が、ディクションに関して多少の難があったという。

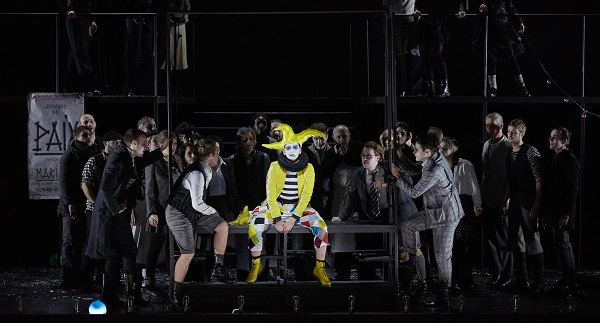
『ファンタジオ』でタイトル・ロールを歌うクレバッサ（中央）。

クレバッサはモーツァルト作品に積極的に取り組み、ザルツブルクとミラノでは『ルーチョ・シッラ』のチェチリオ役を、ザルツブルクとパリでは『皇帝ティートの慈悲』のセスト役を、ベルリン、ウィーン、ニューヨーク、アムステルダムでは『フィガロの結婚』のケルビーノ役を、シカゴでは『コジ・ファン・トゥッテ』のドラベッラ役を歌った。
クレバッサのアメリカ合衆国でのデビューは2015年5月、シカゴ交響楽団との共演である。 アメリカでの舞台デビューは2016年2月のシカゴ・リリック・ペラとの共演で、グノーの『ロメオとジュリエット』でステファーノ役を演じたときである。2017年8月にはBBCプロムスでラヴェルの管弦楽伴奏歌曲集『シェヘラザード』を歌い、プロムス・デビューをした。2018年にはダニエル・バレンボイムの誘いに応じてメリザンドを歌ったが、このときの感想を「私の全人生を歌ったかのように感じた」と語り、自分の歌声の新しい一面を見つけ、歌詞をより深く味わうようになったと述べた。

## 録音歴
エラート・レーベルから2017年に出したアルバム、Oh Boy! は、クレバッサの初ソロ・アルバムであり、彼女のズボン役の歌唱を集めたものである 。2枚目のソロ・アルバムは、ドビュッシーやフォーレの歌曲に加えファジル・サイ作曲の Gezi Park 3 （メゾソプラノ、ピアノ、弦楽オーケストラのための曲）を含み、グラモフォンの賞を取った。 モーツァルトの『ルーチョ・シッラ』『フィガロの結婚』、グルックの『オルフェオとエウリディーチェ』、ベルリオーズの『トロヤ人』、2019年にヴァルトビューネのコンサートで歌ったラヴェルの『シェヘラザード』が、DVDソフト化されている。